# Philipp Albrecht, hertig av Württemberg
Philipp Albrecht, hertig av Württemberg (George Philipp Albrecht Carl Maria Joseph Ludwig Hubertus Stanislaus Leopold von Württemberg), sedan 1918 Philipp Albrecht Herzog von Württemberg, född den 14 november 1893 i Stuttgart i Württemberg i Tyskland, död den 17 april 1975 i Ravensburg i Baden-Württemberg i Västtyskland, var överhuvud för det detroniserade Huset Württemberg när hans far dog 1939.

## Biografi
Philipp Albrecht var son till Albrecht, hertig av Württemberg och ärkehertiginnan Margarete Sophie av Österrike.

## Giftermål och barn
Philipp Albrecht gifte sig för första gången med ärkehertiginnan Helena, prinsessa av Toscana (1903–1924), dotter till ärkehertig Peter Ferdinand av Österrike (yngre son till Ferdinand IV, storhertig av Toscana) och prinsessan Maria Christina av Bourbon-Bägge Sicilierna (dotter till prins Alfonso, greve av Caserta), den 24 oktober 1923. De fick en dotter:
- Maria Christina av Württemberg (född 2 september 1924), gift med prins Georg av Liechtenstein (1911–1998)

Han gifte sig för andra gången med ärkehertiginnan Rosa, prinsessa av Toscana (1906–1983), syster till hans förra hustru. De fick två söner och fyra döttrar:
- Helene av Württemberg (född 29 juni 1929), gift med markis Federico Pallavicini (född 1924)
- Ludwig Albrecht av Württemberg (född 23 oktober 1930), avsade sig sina arvsrättigheter till Württembergs tron, gift första gången med baronessan Adelheid von Bodman och andra gången med Angelika Kiessig.
- Elisabeth av Württemberg (född 2 februari 1933), gift med prins Antoine av Bourbon-Bägge Sicilierna (född 1929)
- Maria Theresa av Württemberg (född 12 november 1934), gift med Henri, greve av Paris (född 1933)
- Hertig Carl Maria av Württemberg (född 1 augusti 1936)
- Maria Antoinette av Württemberg (född 31 augusti 1937 och död 2004)